# Vittorio Rossi
Vittorio Rossi (Venezia, 3 settembre 1865 – Roma, 18 gennaio 1938) è stato un filologo e storico della letteratura italiano.

## Biografia
Compiuti a Venezia gli studi liceali, si iscrisse dapprima all'Università degli Studi di Padova, per poi passare a quella di Torino, dove si laureò nel 1886 sotto la guida di Arturo Graf e Rodolfo Renier. Si perfezionò quindi a Firenze, con Adolfo Bartoli, Pio Rajna e Domenico Comparetti, tutti seguaci del metodo storico, metodo a cui lo stesso Rossi aderì, per poi essere influenzato dalla critica idealistica di Benedetto Croce
e di Giovanni Gentile.
Dopo un breve periodo di insegnamento nei licei (a Sessa Aurunca ed a Palermo), iniziò nel 1891 l'insegnamento universitario, dapprima a Messina, e successivamente a Pavia (dal 1893), a Padova (dal 1908), ed a Roma (dal 1913). Fu rettore dell'Università di Padova tra il 1910 e il 1913.
Dal 1933 al 1935 fu commissario e da quella data attivo Presidente dell'Accademia dei Lincei, fino alla morte.
Molte furono le opere pubblicate di assoluto rilievo, specie su Battista Guarini, Andrea Calmo, Pietro Aretino, Francesco Petrarca (di cui curò anche le Familiari), Dante Alighieri, il Quattrocento. Fece inoltre parte della Commissione per l'Edizione nazionale delle opere del Petrarca (per conto della quale pubblicò anche una monumentale edizione in 4 volumi delle Familiares, che resta tuttora il testo critico di riferimento per questa parte dell'epistolario petrarchesco) così come del Consiglio superiore della pubblica istruzione.

## Opere
- Battista Guarini e il Pastor Fido, Torino, Loescher, 1886.
- Le Lettere di Messer Andrea Calmo, Torino, Loescher, 1888[9].
- Pasquinate inedite di Pietro Aretino e anonime, Palermo, Clausen, 1892.
- Il Quattrocento, Milano, Vallardi, 1898 (2ª ed., interamente rifatta, 1933).
- Storia della letteratura italiana, 3 voll., Milano, Vallardi, 1900-1902.
- Scritti di critica letteraria, 3 voll., Firenze, Sansoni, 1930.
- Commento alla Divina Commedia, con Salvatore Frascino, Milano-Roma, 1923-1948.